# Moenkhausia margitae
Moenkhausia margitae är en fiskart som beskrevs av Axel Zarske och Jacques Géry 2001. Moenkhausia margitae ingår i släktet Moenkhausia och familjen Characidae. Inga underarter finns listade i Catalogue of Life.